# Selenops pensilis
Espèce
Selenops pensilis est une espèce d'araignées aranéomorphes de la famille des Selenopidae.

## Distribution
Cette espèce est endémique d'Hispaniola.

## Description
La femelle décrite par Crews en 2011 mesure 9,15 mm.
Le mâle décrit par Crews en 2018 mesure 7,50 mm

## Publication originale
- Muma, 1953 : A study of the spider family Selenopidae in North America, Central America, and the West Indies. American Museum novitates, no 1619, p. 1-55 (texte intégral).